# Гальковка
Галько́вка (бел. Галько́ўка) — деревня в составе Черноборского сельсовета Быховского района Могилёвской области Республики Беларусь.

## Население
- 2010 год — 14 человек